# سلفجكان
سَلَفْجَكَان (بالفارسية: سلفچگان) من مدن ولاية قم في إيران. يقدر عدد سكانها بـ 707 نسمة .